# 퓰리처상 심층 보도 부문
퓰리처상 심층 보도 부문(Pulitzer Prize for Beat Reporting)은 미국의 시상식인 퓰리처상의 수상 분야 중 하나였다. 1985년부터 1990년까지는 'Specialized Reporting'으로, 1991년부터 2006년까지는 'Beat Reporting'이라는 명칭으로 수상되었으며, 2007년부터는 국내 보도 부문이 신설되면서 사라졌다.

## 수상 내역
- 1990년 앨버커키저널
- 1991년 뉴욕 타임스
- 1992년 새크라멘토Bee: 영장류 연구를 둘러싼 복잡한 윤리적, 도덕적 질문을 탐구 그녀의 시리즈, "원숭이 전쟁,"
- 1993년 월 스트리트 저널
- 1994년 디트로이트뉴스
- 1995년 보스턴 글로브
- 1996년 롱아일랜드 뉴스데이
- 1997년 시애틀 타임스
- 1998년 뉴욕 타임스
- 1999년 LA 타임스
- 2000년 St. Paul Pioneer Press
- 2001년 뉴욕 타임스
- 2002년 뉴욕 타임스
- 2003년 볼티모아 선
- 2004년 월 스트리트 저널
- 2005년 월 스트리트 저널
- 2006년 워싱턴 포스트 다나 프리스트 기자: 미국 중앙정보국, CIA가 동유럽에서 비밀수용소를 운영해온 사실을 보도